# Kulturmagazine von dctp
Das Medienunternehmen dctp produzierte verschiedene Kulturmagazine für die privaten Fernsehsender RTL Television, Sat. 1, VOX und PresseTV (Fensterprogramm im Schweizer Radio und Fernsehen). Diese Formate wurden dadurch ermöglicht, dass diese privaten Sender vertraglich verpflichtet sind, einen gewissen Anteil ihrer Sendezeit kulturellen Themen zu widmen. Mit der Gestaltung dieser Sendezeit beauftragten die Sender Dritte wie zum Beispiel dctp (Fensterprogramm).
In allen vier Sendungen fungierte der Filmemacher Alexander Kluge als Fragesteller „aus dem Off“, ihm saß dabei ein Gesprächspartner in durch Bluescreen-Technik hinzugefügter und für den Gesprächspartner typischer Szene gegenüber.
Auffällig an diesen Sendungen war auch, dass die Kameraperspektive ununterbrochen den Interviewpartner zeigte und nur manchmal durch Einspielungen besonders markanter Interviewaussagen unterbrochen wurde, die farblich unterschiedlich hervorgehoben wurden. Ein Teil der Sendungen hatte keinen Interview-Inhalt, sondern zeigte Bilder, verfremdete Filmausschnitte und Texttafeln zu Musik. Meistens wurde die Sendung mitten im Interview beendet, das fortlaufende Gespräch ausgeblendet.
Die Sendungen stellten verschiedene Themen und Werke aus Kunst, Kultur, Wissenschaft und Politik in Form von Interviews und Gesprächen dar. Einige Personen wurden immer wieder zu verschiedenen Themen interviewt, so Martin Aust, Stefan Aust, Dirk Baecker, Pedro Barceló, Hans Magnus Enzensberger, Hannelore Hoger, Hans Leyendecker, Heiner Müller, Oskar Negt, Christoph Schlingensief, Peter Sloterdijk, Ulrike Sprenger und Joseph Vogl.
Eine besondere Form war das Fake-Interview, in dem Schauspieler (meistens Peter Berling oder Helge Schneider) die Rolle fiktiver Interviewpartner übernehmen. So stellte Berling vom Kapitän der 1994 gesunkenen Estonia über einen mittelalterlichen Bischof bis hin zum Sträfling alle möglichen, teilweise historischen Rollen dar und trat immer in einem für die dargestellte Person typischen Kostüm auf. Seine Rollen erfuhr Berling dabei erst kurz vor der Aufnahme, sie basierten somit auf Improvisation. Das führte manchmal dazu, dass ihn die phantasievollen Fragen Kluges kurz aus dem Konzept brachten, woraufhin Berling den Fragesteller harsch zurechtweisen musste. Es kam jedoch auch vor, dass Kluge und der Gesprächsverlauf durch die Antworten Berlings in eine neue Richtung gedrängt wurden. In neueren Folgen der Sendung trat Helge Schneider in vergleichbarer Rolle auf, unter anderem als Cousin von Asterix, der nun aktive Sterbehilfe leistete.
Produziert wurden die Sendungen von Kairos-Film im Auftrag der dctp.

## 10 vor 11
10 vor 11 wurde vom 2. Mai 1988 bis 26. Juni 2018 auf RTL gesendet. Es stellte damit die älteste Sendung dieser Art im deutschen Privatfernsehen dar. Der Titel bezog sich auf den ursprünglichen Sendungszeitpunkt 22:50 Uhr. Die einzelnen Folgen hatten eine Länge von 24 Minuten. Teilweise wurde die Sendung von anderen Sendern (beispielsweise n-tv) übernommen. Gängiger Ausstrahlungstermin war zuletzt 00:35 Uhr in der Nacht von Montag auf Dienstag. Im Jahresdurchschnitt entstanden 50 Folgen.
1992 erhielt Alexander Kluge für die Sendung mit dem Thema Das Goldene Vlies den Adolf-Grimme-Preis mit Gold.

## BekanntMachung
Die wöchentliche Sendung BekanntMachung! Magazin für Kunst und Zeitgeschichte von 24 Minuten Länge wird in der Nacht von Sonntag auf Montag auf SRF 1 unter dem Label PresseTV ausgestrahlt. Der Inhalt entspricht teilweise 10 vor 11 bzw. zusammengeschnittenen Folgen von News & Stories. Dies ist das einzige noch regelmäßig ausgestrahlte der Kulturmagazine, die Folgen werden auch über Internet angeboten.

## News & Stories
News & Stories wurde von 4. Juli 1988 bis 23. Mai 2017 auf Sat.1 gesendet. Die Länge der Sendung betrug 45 Minuten. Die Sendung wurde zuletzt in der Nacht von Mittwoch auf Donnerstag gegen 00:30 Uhr ausgestrahlt. Manchmal liefen Sendungen doppelter Länge, um Ausfälle aufgrund von Feiertagen auszugleichen.
Bis 2003 wurde im Rahmen dieser Sendereihe auch die Interviewsendung Zur Person von Günter Gaus ausgestrahlt.

## Prime-Time/Spätausgabe
Prime-Time/Spätausgabe war eine 15 Minuten lange Fernsehsendung, die vom 21. Januar 1990 bis Ende 2008 wöchentlich im Spätprogramm auf RTL Television ausgestrahlt wurde.

## Mitternachtsmagazin
Das Mitternachtsmagazin war ein 24 Minuten langes Fernsehmagazin von Alexander Kluge, das von 1993 bis 2007 im Rahmen des dctp-Programmfensters auf VOX ausgestrahlt wurde. Teilweise wurden im Mitternachtsmagazin umgeschnittene Inhalte der Sendung 10 vor 11 wiederholt.